# Григоровка (Миргородский район)
Григоровка (укр. Григорівка) до Войны Марковской хутор — село,
Клюшниковский сельский совет,
Миргородский район,
Полтавская область,
Украина.
Код КОАТУУ — 5323283406. Население по переписи 2001 года составляло 10 человек.
Село указано на специальной карте Западной части России Шуберта 1826-1840 годов как хутор Марковского

## Географическое положение
Село Григоровка примыкает к селу Сохацкое.
По селу протекает пересыхающий ручей с запрудой.